# Alfred Altherr

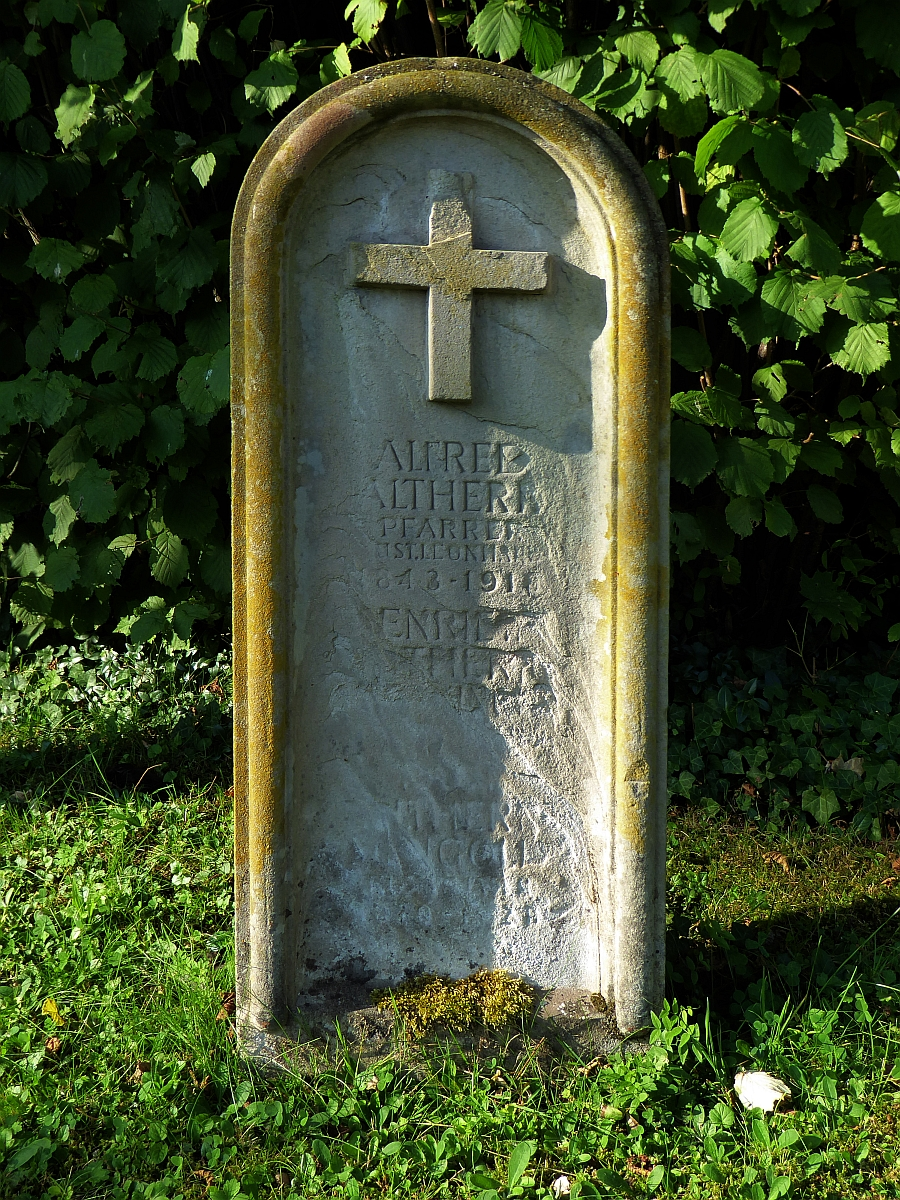
Grabstein von Alfred Altherr auf dem Friedhof Wolfgottesacker in Basel

Alfred Altherr (* 14. März 1843 in Grub; † 18. Januar 1918 in Basel; heimatberechtigt in Speicher, Ehrenbürger von Basel) war ein Schweizer evangelischer Geistlicher und Schriftsteller aus dem Kanton Appenzell Ausserrhoden.

## Leben
Alfred Altherr war der Sohn des Bäckers Johannes Altherr und dessen Ehefrau Anna Barbara (geb. Niederer), Handstickerin. Er entstammte einer Familie, die in verarmten Verhältnissen lebte, und deren Haus 1854, nach einer Verfügung der Armenbehörde, versteigert wurde. Dies führte zu einer Trennung der Kinder von der Familie, und er kam in ein Waisenhaus nach Speicher; später folgten ihm seine drei Schwestern. Im Waisenhaus hielt sich zur gleichen Zeit Johann Heinrich Krüsi auf, der später Assistent von Thomas Alva Edison wurde und mit dem er gemeinsam Webarbeiten durchführen musste.
Nach dem Wechsel im Amt des Waisenvaters kam Altherr 1857 auf die Kantonsschule Trogen und belegte 1862 einen Vorkurs des Eidgenössischen Polytechnikums in Zürich; anschliessend studierte er Theologie an der Universität Zürich.
1867 erfolgte seine Ordination in Herisau, und bis 1871 war er Pfarrer in Lichtensteig, dann von 1871 bis 1874 in Rorschach und von 1874 bis 1911 in der Leonhardskirche in Basel.
1878 gründete er die Basler Ferienversorgung armer und erholungsbedürftiger Schulkinder. Im Jahr 1917 wurde ihm die Ehrendoktorwürde der Universität Basel verliehen. Alfred Altherr wurde auf dem Friedhof Wolfgottesacker in Basel beigesetzt.
Altherr war seit 1868 mit Henriette Pfenninger, Tochter des Johann Heinrich Pfenninger, Pfarrer in Laufen, verheiratet. Von ihren Kindern sind namentlich bekannt: Paul Altherr, Alfred Johann Altherr und Heinrich Altherr. 

## Werk

### Geistliches Wirken
Altherr war Basels erster freisinniger Pfarrer und er gehörte zu den wichtigsten Exponenten der kirchlichen Reformbewegung, die sich für ein von Bekenntnis und Dogmenzwang losgelöstes Christentum einsetzte.

### Schriftstellerisches Wirken
Altherr schrieb verschiedene Bücher und wirkte als Gründer und Redakteur von Zeitschriften; so war er von 1870 bis 1876 der erste Redakteur des Religiösen Volksblatts und gemeinsam mit Emanuel Linder gründete er 1878 das Schweizerische Protestantenblatt, dessen Redakteur er bis zu seinem Tod war; ab 1906 war Hans Baur Mitherausgeber und Redakteur. Neben theologischen Werken, Biographien, Reiseberichten und Erzählungen sind vor allem seine Memoiren bemerkenswert. Deren erster Band erschien 1897 in Zürich unter dem Titel Beckenfridli. Geschichte eines armen Knaben.

## Trivia
Altherr war jener Pfarrer, bei dem sich Emilie Kempin-Spyri, die erste Juristin der Schweiz, welcher vom männlichen Establishment alle erdenklichen Steine in den Weg gelegt wurden, aus der Irrenanstalt Friedmatt in Basel, wo sie schliesslich interniert worden war, 1899 vergeblich um eine Stelle als Dienstmagd bewarb.

## Ehrungen und Auszeichnungen
- Ehrenbürger der Stadt Basel
- 1917: Ehrendoktor der Universität Basel

## Schriften (Auswahl)
- Antrittspredigt über 2. Mos. 3, 1–6: gehalten am 11. August 1867. Lichtensteig 1867.
- Die Kirche des neuen Bundes: Predigt den 3. Mai 1874 in der St. Martinskirche zu Basel. Basel 1874.
- Antrittspredigt gehalten in der St. Leonhardskirche zu Basel den 4. October 1874. Basel 1874.
- Die Bedeutung der Bibel für das religiöse, sittliche und soziale Leben: Ein Vortrag. Vereinsbuchdruckerei, Basel 1880.
- Theodor Hoffmann-Merian: ein Lebensbild nach seinen eigenen Aufzeichnungen. Schwabe, Basel 1889.
- Die Biblische Lehre. J. Frehner, Basel 1890.
- Theodor Parker in seinem Leben und Wirken dargestellt. St. Gallen 1894.
- Beckenfriedli. Zürich 1897.
- Alfred Bitzius, ein Vorbild freier Frömmigkeit: Vortrag. Frehner, Basel 1898.
- Das fatale Almosen: eine Erzählung. Haller, Bern 1898.
- Die Lehre vom Sohne Gottes für das Volk dargestellt. Schünemann, Bremen 1904.
- Friedrich von Schiller in seiner Bedeutung für die Religion. Volksschriftenverlag des Schweizerischen Vereins für freies Christentum, Druck: G. Böhm, Basel 1905.
- Die Kinder der Frau Schuhr: Eine Erzählung. Haller, Bern 1907.
- mit Theodor Wiget: Unsere Erfahrung und unser Glaube. Heiden 1908.
- Ein Abschiedswort von Pfarrer Alfred Altherr an seine Gemeinde und Freunde. Frick, Zürich 1911.
- Vaterworte auf deine Lebensreise: Zum Andenken an die Konfirmation für Töchter. Beer, Zürich 1915.